# Deutsche Leichtathletik-Meisterschaften 1954
Die 54. Deutschen Leichtathletik-Meisterschaften wurden vom 6. bis 8. August 1954 im Hamburger Volksparkstadion ausgetragen.

## Wettbewerbsprogramm
Nach zwanzigjähriger Unterbrechung gab es wieder einen 800-Meter-Lauf der Frauen, dem in den folgenden Jahrzehnten weitere Mittel- und Langstreckendistanzen folgten.

## Ausgelagerte Disziplinen
Wie in den Jahren zuvor wurden einige weitere Meisterschafts-Titel an verschiedenen anderen Orten vergeben:
- Waldlauf (Männer) – Mainz-Gonsenheim, 25. April auf einer Streckenlänge mit Einzel- und Mannschaftswertung
- Marathonlauf (Männer)[2][3] sowie 50-km-Gehen (Männer) – Leverkusen, 24. Juli mit jeweils Einzel- und Mannschaftswertungen
- Mehrkämpfe (Frauen: Fünfkampf) / (Männer: Fünfkampf und Zehnkampf) – Duisburger Wedaustadion, 24./25. Juli mit Einzelwertungen

## Rekord
Ihren eigenen deutschen Rekord (DR) im Speerwurf verbesserte Jutta Krüger (OSC Berlin) von 48,60 m auf 49,67 m.

## Medaillengewinner Männer
Die folgenden Übersichten fassen die Medaillengewinner und -gewinnerinnen zusammen. Eine ausführlichere Übersicht mit den jeweils ersten sechs in den einzelnen Disziplinen findet sich unter dem Link Deutsche Leichtathletik-Meisterschaften 1954/Resultate.
| Disziplin                                   | Gold                                                                                 | Leistung           | Silber                                                               | Leistung             | Bronze                                                                  | Leistung               |
| ------------------------------------------- | ------------------------------------------------------------------------------------ | ------------------ | -------------------------------------------------------------------- | -------------------- | ----------------------------------------------------------------------- | ---------------------- |
| 100 m                                       | Heinz Fütterer (Karlsruher SC)                                                       | 10,5 s0            | Leonhard Pohl (TSV Pfungstadt)                                       | 10,7 s0              | Adolf Kluck (ASV Köln)                                                  | 10,7 s0                |
| 200 m                                       | Heinz Fütterer (Karlsruher SC)                                                       | 21,5 s0            | Leonhard Pohl (TSV Pfungstadt)                                       | 21,9 s0              | Peter Kraus (VfB Stuttgart)                                             | 22,0 s0                |
| 400 m                                       | Karl-Friedrich Haas (1. FC Nürnberg)                                                 | 47,4 s0            | Hans Geister (CSV Marathon 1910 Krefeld)                             | 48,2 s0              | Helmut Dreher (TuS Rot-Weiß Koblenz)                                    | 48,8 s0                |
| 800 m                                       | Olaf Lawrenz (Berliner SC)                                                           | 1:50,1 min         | Friedrich Stracke (Barmer TV 1846 Wuppertal)                         | 1:51,5 min           | Edmund Brenner (SKV Eglosheim)                                          | 1:51,9 min             |
| 1500 m                                      | Werner Lueg (Barmer TV 1846 Wuppertal)                                               | 3:45,4 min         | Günter Dohrow (SCC Berlin)                                           | 3:46,4 min           | Heinz Laufer (TG Schwenningen)                                          | 3:47,8 min             |
| 5000 m                                      | Herbert Schade (Solinger LC)                                                         | 14:17,4 min        | Friedhelm Bongard (Solinger LC)                                      | 14:46,0 min          | Fritz Hänsch (TSV München-Ost)                                          | 14:48,0 min            |
| 10.000 m                                    | Herbert Schade (Solinger LC)                                                         | 29:30,0 min        | Hermann Eberlein (TSV 1860 München)                                  | 31:25,2 min          | Gerd von Hanu-Krüger (TK Hannover)                                      | 31:27,2 min            |
| Marathon                                    | Hans Vollbach (TSV Bayer 04 Leverkusen)                                              | 2:38:44,4 h0       | August Blumensaat (TUSEM Essen)                                      | 2:39:25,0 h0         | Willy Wange (TSV Bayer 04 Leverkusen)                                   | 2:45:30,6 h0           |
| Marathon, Mannschaftswertung                | TSV Bayer 04 LeverkusenHans Vollbach Willi Wange Klaus Köhler                        | 8:18:16 h000       | TUSEM EssenAugust Blumensaat Fritz Schöning Günter Leifhelm          | 8:19:07 h000         | BTSV 1850 BerlinGerhard Dorfeldt Ernst Mensing Hornbostel               | 8:41:06 h000           |
| 110 m Hürden                                | Bert Steines (TuS Rot-Weiß Koblenz)                                                  | 15,1 s0            | Hans Zepernick (Blau-Weiß Osnabrück)                                 | 15,2 s0              | Karl-Ernst Schottes (DSD Düsseldorf)                                    | 15,2 s0                |
| 200 m Hürden                                | Bert Steines (TuS Rot-Weiß Koblenz)                                                  | 24,4 s0            | Alfred Maier (Post SV München)                                       | 25,1 s0              | Arthur Scheibner (Stuttgarter Kickers)                                  | 25,6 s0                |
| 400 m Hürden                                | Kurt Bonah (Werder Bremen)                                                           | 53,0 s0            | Wolfgang Fischer (Stuttgarter Kickers)                               | 53,5 s0              | Georg Sallen (OSV Hörde)                                                | 53,7 s0                |
| 3000 m Hindernis                            | Karl-Heinz Schmalz (TuS Rot-Weiß Koblenz)                                            | 9:03,2 min         | Helmut Thumm (TSV Bernhausen)                                        | 9:04,0 min           | Stephan Lüpfert (VfB Stuttgart)                                         | 9:16,6 min             |
| 4 × 100 m Staffel                           | ASV KölnHeinz Oberbeck Adolf Kluck Emil Heydt Manfred Germar                         | 41,7 s0            | Eintracht FrankfurtEckefried Becker Karl Blümmel Richter Schweigert  | 41,9 s0              | Karlsruher SCFranz Bastian Lothar Knörzer Heinz Fütterer Günter Kußmaul | 42,0 s0                |
| 4 × 400 m Staffel                           | TuS Rot-Weiß KoblenzWolfgang Schmidtke Günther Steines Hubert Huppertz Helmut Dreher | 3:16,9 min         | SCC BerlinSchmode Walter Sichling Günter Dohrow Seifert              | 3:17,1 min           | CSV Marathon 1910 KrefeldNiepoth Volker Rösch Buchmann Hans Geister     | 3:19,3 min             |
| 3 × 1000 m Staffel                          | Barmer TV 1846 WuppertalFriedrich Stracke Hans Emde Werner Lueg                      | 7:26,5 min         | Polizei SV BerlinPeter Wunderlich Herbert Pieritz Hans Deutschländer | 7:27,0 min           | TSV 1860 MünchenAlfred Brand Günther Wagner Heinrich Moser              | 7:27,8 min             |
| 10.000 m Bahngehen                          | Claus Biethan (Hamburger SV)                                                         | 49:46,4 min        | Alfred Schnabel (MTV Gießen)                                         | 50:18,0 min          | Alfred Fattmann (Schwarz-Weiß Essen)                                    | 50:32,2 min            |
| 50-km-Gehen                                 | Hermann Grittner (ESV Olympia Köln)                                                  | 5:10:20,2 h0       | Gustav Peinemann (Eintracht Braunschweig)                            | 5:12:04,0 h0         | Walter Stoltz (Eintracht Braunschweig)                                  | 5:16:10,2 h0           |
| 50-km-Gehen, Mannschaftswertung             | Eintracht BraunschweigGustav Peinemann Walter Stoltz Viktor Siuda                    | 15:47:02,4 h0      | Hamburger SVEmil Griem Rudolf Modes Claus Biethan                    | 16:45:39,2 h0        | ESV Grün-Weiß EssenTietze Riemenschneider Willi Schneidereit            | 17:10:18,2 h0          |
| Hochsprung                                  | Werner Bähr (Olympia Neumünster)                                                     | 1,96 m             | Hans-Jürgen Jenss (VfL Wolfsburg)                                    | 1,93 m               | Günther Theilmann (Eintracht Frankfurt)                                 | 1,93 m                 |
| Stabhochsprung                              | Julius Schneider (SC Pforzheim)                                                      | 4,10 m             | Wigo Biffart (TSG Neustadt)                                          | 3,80 m               | Willi Reißmann (TV Fürth 1860)                                          | 3,80 m                 |
| Weitsprung                                  | Heinz Oberbeck (ASV Köln)                                                            | 7,39 m             | Günther Jobst (Düsseldorfer SC 99)                                   | 7,25 m               | Fritz Gleim (Eintracht Frankfurt)                                       | 7,23 m                 |
| Dreisprung                                  | Theo Strohschnieder (TV Cloppenburg)                                                 | 14,67 m            | Herbert Pfeffer (SV Darmstadt 98)                                    | 14,49 m              | Kurt Trozowski (TuS Jahn Werdohl)                                       | 14,45 m                |
| Kugelstoßen                                 | Josef Klik (TuS Fritzlar)                                                            | 14,56 m            | Werner Eckert (FC Wehr)                                              | 14,46 m              | Gerhard Brink (Rendsburger TSV)                                         | 14,37 m                |
| Diskuswurf                                  | Karl Oweger (TSV 1860 München)                                                       | 50,20 m            | Günther Noack (Grünweiß Frankfurt)                                   | 48,32 m              | Heinz Rosendahl (Schwarz-Weiß Radevormwald)                             | 47,32 m                |
| Hammerwurf                                  | Karl Storch (Borussia Fulda)                                                         | 57,18 m            | Hugo Ziermann (Grünweiß Frankfurt)                                   | 55,29 m              | Paul Ronge (Schwarz-Weiß Radevormwald)                                  | 50,31 m                |
| Speerwurf                                   | Herbert Koschel (TuS Rot-Weiß Koblenz)                                               | 68,48 m            | Gerhard Kelle (TSV Süßen)                                            | 67,16 m              | Emil Sick (Stuttgarter Kickers)                                         | 63,68 m                |
| Fünfkampf, 1952er W. 2. Zeile: 1985er Wert. | Horst Bodenstein (TK Hannover)                                                       | 2874 P (3320 P)    | Werner Schmidt (TG Rüsselsheim)                                      | 2788 P (3226 P)      | Hans-Georg von Schnering (Universität Münster)                          | 2671 P (3176 P)        |
| Zehnkampf, 1952er W. 2. Zeile: 1985er Wert. | Friedel Schirmer (FC Stadthagen)                                                     | 5993 P (6494 P)    | Heinz Oberbeck (ASV Köln)                                            | 5883 P (6365 P)      | Erwin Meister (1. FC Kaiserslautern)                                    | 5683 P (6207 P)        |
| Waldlauf – 7740 m                           | Stephan Lüpfert (VfB Stuttgart)                                                      | 24:07,0 min        | Helmut Gude (VfB Stuttgart)                                          | 24:07,6 min          | Walter Konrad (TSV 1860 München)                                        | 24:10,8 min            |
| Waldlauf, Mannschaftswertung                | VfB StuttgartStephan Lüpfert Helmut Gude Helmut Thumm                                | 9 P (Plätze 1/2/8) | TSV 1860 MünchenWalter Konrad Hermann Eberlein Walter Müller         | 15 P (Plätze 3/5/10) | SC DahlhausenErich Kruzycki Reinhold Betting Wiegand                    | 28 P (Plätze 17/11/23) |

## Medaillengewinnerinnen Frauen
| Disziplin                                      | Gold                                                                  | Leistung        | Silber                                                                             | Leistung        | Bronze                                                                               | Leistung        |
| ---------------------------------------------- | --------------------------------------------------------------------- | --------------- | ---------------------------------------------------------------------------------- | --------------- | ------------------------------------------------------------------------------------ | --------------- |
| 100 m                                          | Maria Sander geb. Domagala (SuS 09 Dinslaken)                         | 12,6 s0         | Irmgard Egert (Eintracht Frankfurt)                                                | 12,7 s0         | Charlotte Böhmer (OSV Hörde)                                                         | 12,8 s0         |
| 200 m                                          | Charlotte Böhmer (OSV Hörde)                                          | 24,7 s0         | Maria Arenz (DSD Düsseldorf)                                                       | 25,2 s0         | Helga Erny geb. Klein (SG Mannheim)                                                  | 25,3 s0         |
| 800 m                                          | Isolde Beichler (TSV Schwaben Augsburg)                               | 2:16,3 min      | Marianne Weiß (OSC Waldniel)                                                       | 2:17,2 min      | Thea Isleb (Post-SV München)                                                         | 2:21,2 min      |
| 80 m Hürden                                    | Maria Sander geb. Domagala (SuS 09 Dinslaken)                         | 11,4 s0         | Zenta Gastl (TSV 1860 München)                                                     | 11,5 s0         | Anneliese Seonbuchner (1. FC Nürnberg)                                               | 11,5 s0         |
| 4 × 100 m Staffel                              | OSV HördeMargret Hlubek Waltraud Preker Else Ostmann Charlotte Böhmer | 48,8 s0         | Eintracht FrankfurtRenate Schwarzkopf Irmgard Egert Karola Ebenritter Käthe Weigel | 48,8 s0         | 1. FC NürnbergWilhelmine Schubert Anneliese Seonbuchner Maria Sturm Ursula Holzwarth | 49,4 s0         |
| Hochsprung                                     | Ursula Schmückle (TSG Ulm 1846)                                       | 1,60 m000       | Renate Krämer (ASV Köln)                                                           | 1,55 m          | Gisela Bär (SpVgg. Feuerbach)                                                        | 1,55 m          |
| Weitsprung                                     | Lena Stumpf (TV Leer)                                                 | 5,87 m000       | Erika Fisch (MTV Osterode)                                                         | 5,80 m          | Lore Fauth (Stuttgarter Kickers)                                                     | 5,78 m          |
| Kugelstoßen                                    | Marianne Werner geb. Schulze-Entrup (SC Greven 09)                    | 14,60 m000      | Marlene Biedermann (VfL Gladbeck)                                                  | 13,81 m         | Gerda Hagen (Post-SV Düsseldorf)                                                     | 13,55 m         |
| Diskuswurf                                     | Marianne Werner geb. Schulze-Entrup (SC Greven 09)                    | 46,02 m000      | Jolanda Mayr (TSV Pfronten)                                                        | 43,66 m         | Karen Sonneck geb. Uthke (TK Hannover)                                               | 43,61 m         |
| Speerwurf                                      | Jutta Krüger (OSC Berlin)                                             | 49,67 m DR      | Almut Brömmel (TSV 1860 München)                                                   | 45,43 m         | Elisabeth Groß (1. FC Nürnberg)                                                      | 43,85 m         |
| Fünfkampf, offiz. Wert. 2. Zeile: 1955er Wert. | Maria Sander geb. Domagala (SuS 09 Dinslaken)                         | 3670 P (4307 P) | Lena Stumpf (TV Leer)                                                              | 3584 P (4271 P) | Marlene Biedermann (VfL Gladbeck)                                                    | 3471 P (4098 P) |

## Videolink
- Filmausschnitte u. a. von den Deutschen Leichtathletikmeisterschaften 1954 auf filmothek.bundesarchiv.de, Bereich: 7:13 min bis 9:35 min, abgerufen am 1. April 2021